# Mikhaïl Kosatch
Mikhaïl Sergueïevitch Kosatch (en biélorusse : Михаил Сергеевич Косач) est un joueur biélorusse de volley-ball né le 26 août 1985. Il mesure 2,00 m et joue attaquant. Il est international biélorusse.

## Clubs
| Club                   | De        | À         |
| ---------------------- | --------- | --------- |
| Metallourg Jlobine     | 2004-2005 | 2012-2013 |
| VK Chakhtior Salihorsk | 2013-2014 | ...       |

## Palmarès
- Championnat de Biélorussie (2)
  - Vainqueur : 2008, 2009
  - Finaliste : 2010